# Rijksbeschermd gezicht Camerig-Cottessen
Het rijksbeschermd gezicht Camerig-Cottessen is een van rijkswege beschermd dorpsgezicht in de buurtschappen Camerig en Cottessen in de Nederlands-Limburgse gemeente Vaals.

## Beschrijving gebied
Het dorpsgezicht bestaat uit de gehuchten Camerig en Cottessen, die aan weerszijden van de carréboerderij Bellethoeve zijn gelegen op een relatief steile helling tussen het Vijlenerbos aan de noordkant en het rivierdal van de Geul aan de zuidwestzijde. De helling was in de vroege middeleeuwen nog met bos bedekt en de gehuchten vormen dan ook voorbeelden van ontginningsnederzettingen uit de middeleeuwen. De centraal gelegen Hoeve Bellet, die al in de 14e eeuw in oorkonden wordt vermeld (1323: Betlyt; 1357: Bedelich), vormde waarschijnlijk het centrum van deze middeleeuwse ontginning. De twee gehuchten werden in de 14e eeuw voor het eerst genoemd (1325: Quoidthusen; 1323: Caudenberg), later verbasterd tot Cottessen en Camerig. Beide gehuchten behoorden tot de schepenbank van Vijlen, eigendom van de rijksabdij Burtscheid (bij Aken)
Het noordelijk deel van Camerig ligt aan de Mergellandroute, een drukke toeristenweg, en heeft mede daardoor veel van de oude sfeer verloren. Het zuidelijk deel van het gehucht is echter opmerkelijk gaaf gebleven en kan bovendien als een afzonderlijke eenheid worden beschouwd. Dit beschermde gedeelte begint bij een driesprong, die door een oude boom met een kruisbeeld wordt gemarkeerd. Vanaf dit punt volgt de dorpsweg op de helling de hoogtelijnen en buigt na Camerig af naar de Hoeve Bellet en Cottessen. De bebouwing aan de dorpsweg bestaat uit enkele groepen vakwerkhuizen. Bij de driesprong ligt een in hoofdzaak 18e-eeuws complex (Camerig 9-11) met een stal uit 1762. Daarop volgt een drietal boerderijen, waarvan nr. 5 een opmerkelijk woonhuis van breuksteen en vakwerk bezit met een stal uit 1613, terwijl tegenover nr. 3 een goed bewaard bakhuis staat. De laatste huizengroep bestaat uit een 17e/18e-eeuwse woning met schuur en stal, een vroeg-19e-eeuws bakhuis - onder de bomen in de bocht van de weg - en achter deze gebouwen nog een hersteld vakwerkboerderijtje in een boomgaard.
In tegenstelling tot de bebouwing van Camerig is die van Cottessen ontstaan aan wegen, die niet volgens de hoogtelijnen maar juist haaks daarop lopen en dus vanaf het Geuldal de steile helling opklimmen. Door zijn verspreide bebouwing vertoont Cottessen nog sterker dan Camerig het karakter van een ontginningsnederzetting. Het gehucht bestaat uit twee delen, door een beekdal gescheiden. In het westelijk deel ligt de uit kolenzandsteen opgetrokken Hoeve Bellet, met boven de poort de wapensteen uit 1732 van Anna van Renesse van Elderen, en een vrijstaand bakhuis uit 1743. Voorts bevindt zich in dit deel een gerestaureerd 18e-eeuwse vakwerkhuis (nr. 14), de Hoeve Termoere (nr. 8) en een hoeve met een 17e-eeuwse kern (nr. 12-13), en ten slotte aan de voet van de vroegere weg naar de Geul een vakwerkwoning van omstreeks 1800: de Hoeve Bervesj (nr. 9). In het oostelijk deel ligt een reeks gave vakwerkhuizen, waaronder een 18e-eeuwse complex met een schuur uit 1736 (nrs. 2-3), een vroeg-17e-eeuws huis, dat met zijn bijgebouwen met lemen wanden en zijn keienhof met mestvaalt een zeldzaam voorbeeld is van een oud Zuid-Limburgs boerenbedrijf (nr. 5), en ten slotte een hoeve, waarvan het monumentale woongedeelte uit ca. 1700 tot aan de vakwerkverdieping is opgetrokken uit kolenzandsteen (nr. 6).
Het landschap rondom Camerig-Cottessen wordt gerekend tot de fraaiste in het Zuid-Limburgse Heuvelland. Vanaf de Mergellandroute reikt de blik over het Geuldal tot ver in België. In de beekdalen is een bijzondere zinkflora te vinden. Vlakbij ligt de Heimansgroeve, een geologisch monument. Op kleinere schaal kunnen genoemd worden de ongeschonden wegprofielen, de erfafscheidingen met meidoornhagen en de min of meer oorspronkelijke erfbeplanting met onder andere hoogstamfruitbomen.

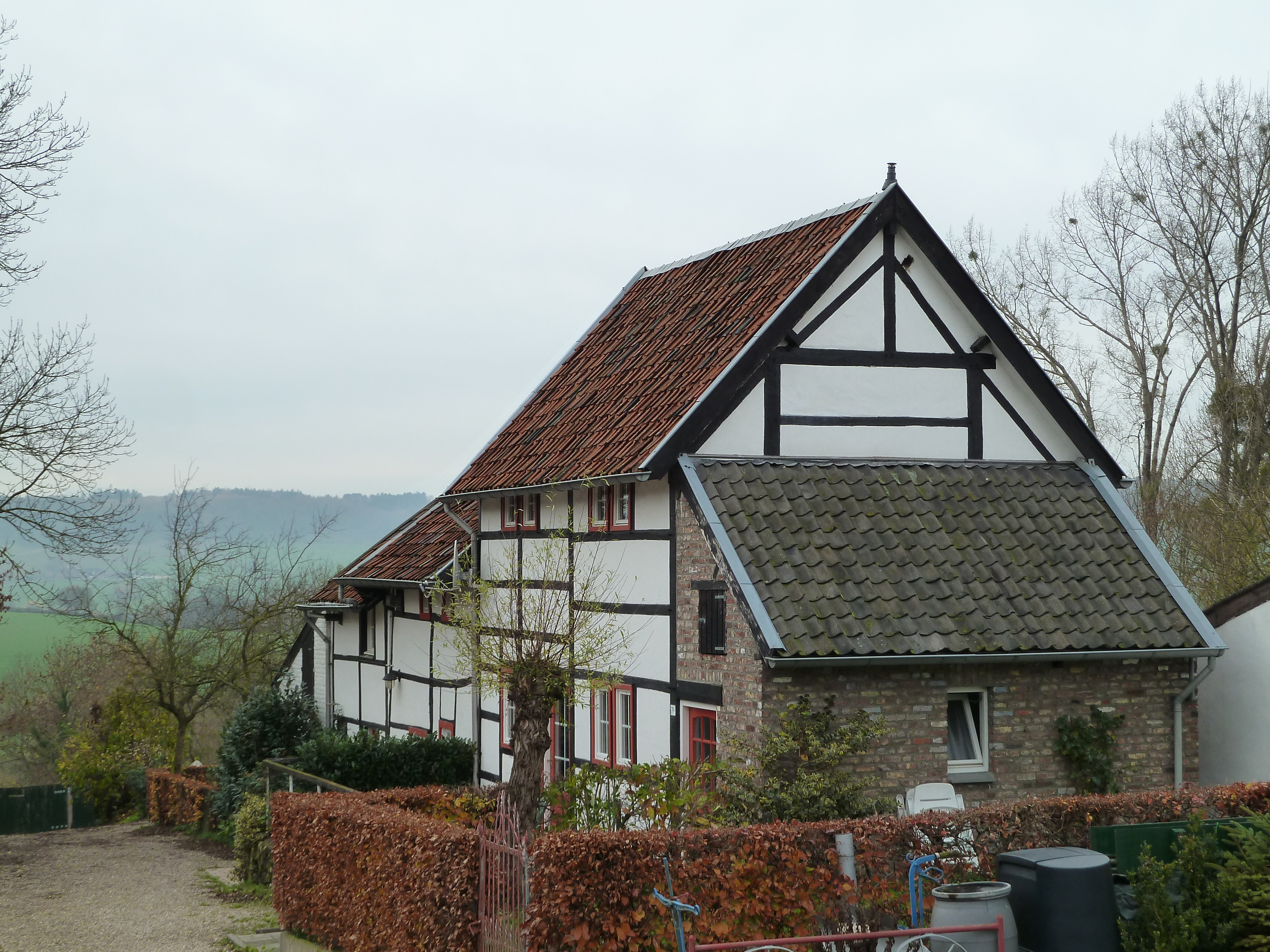
Camerig 9
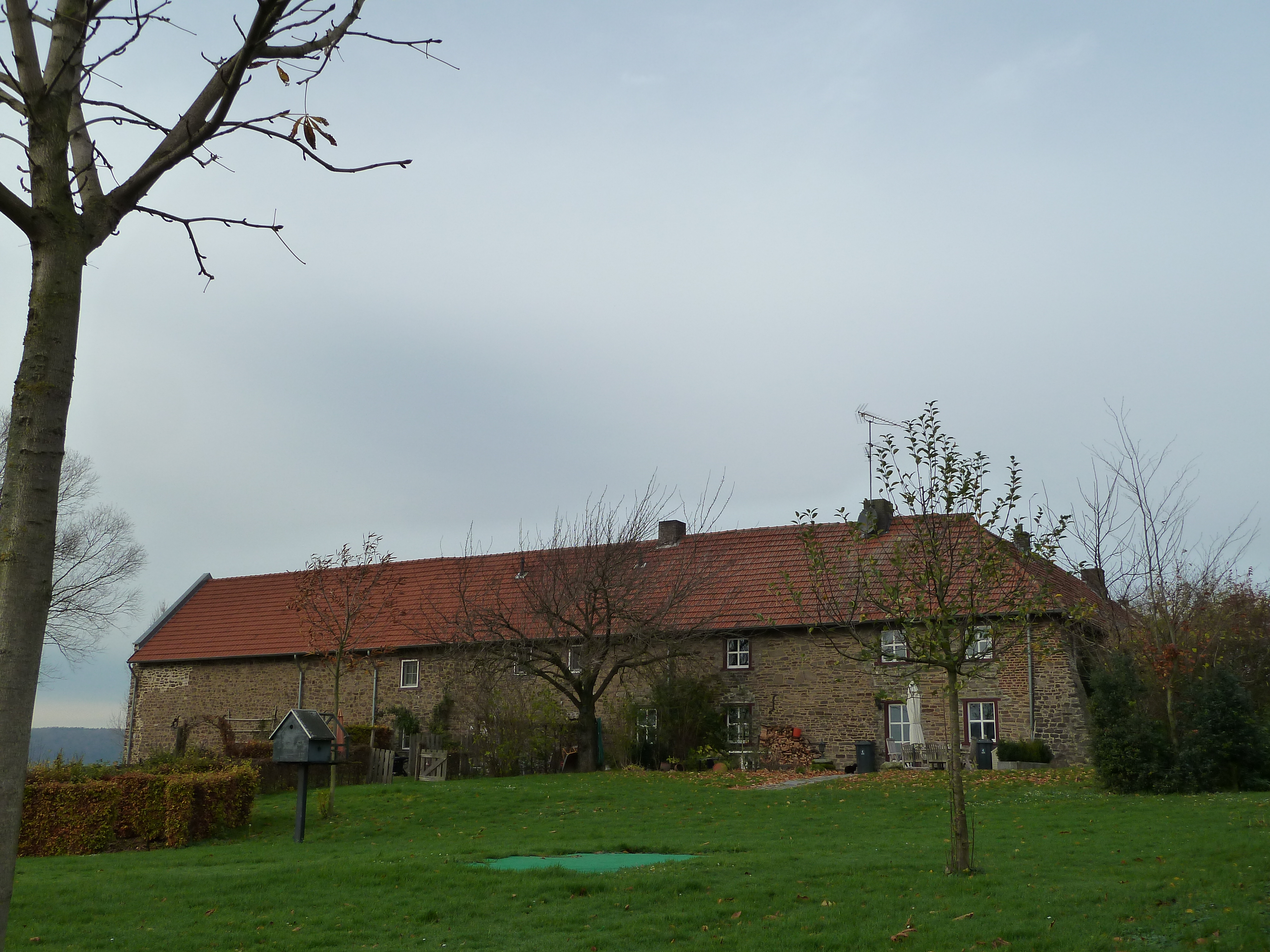
Hoeve Bellet
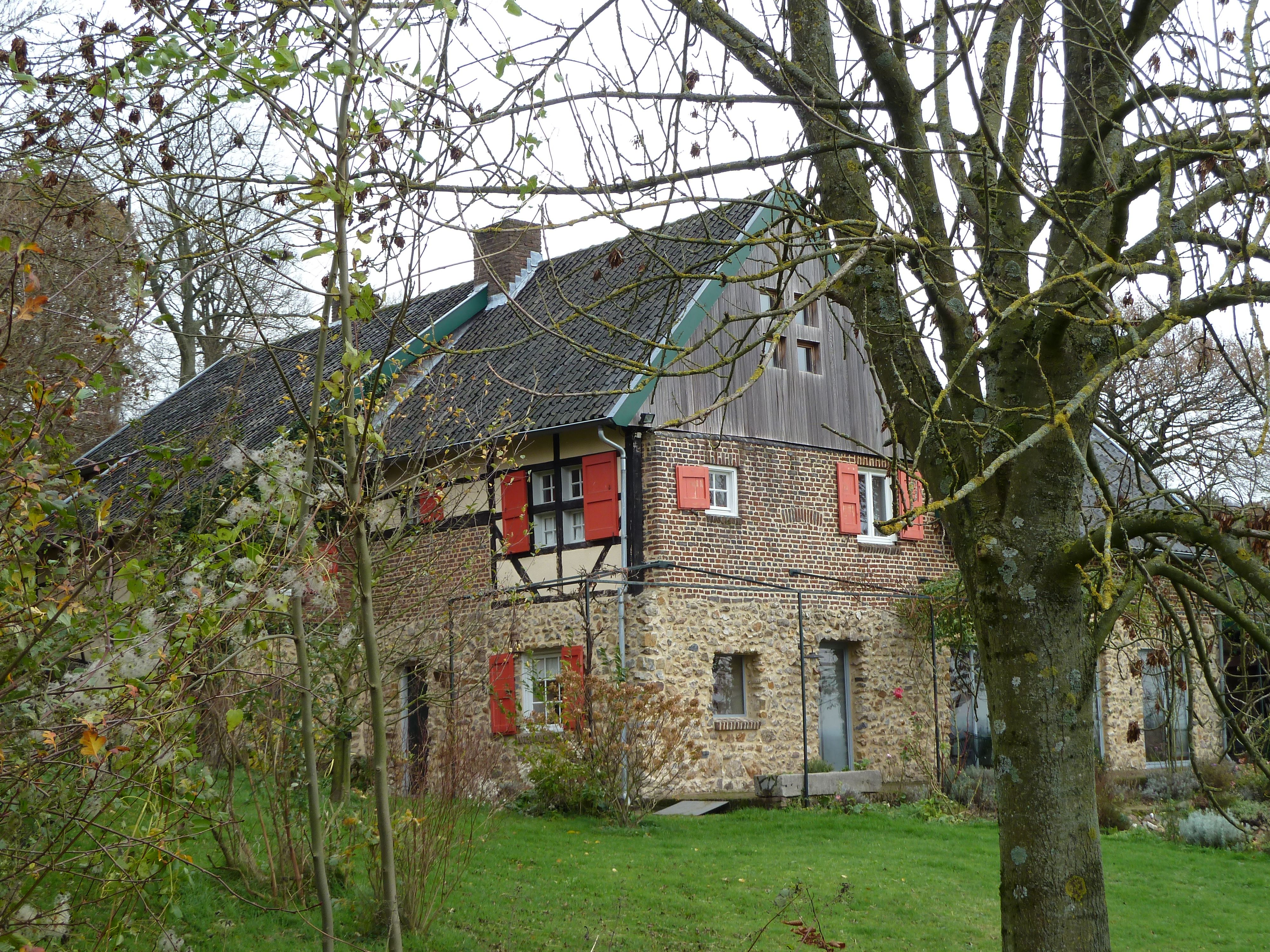
Cottessen 1
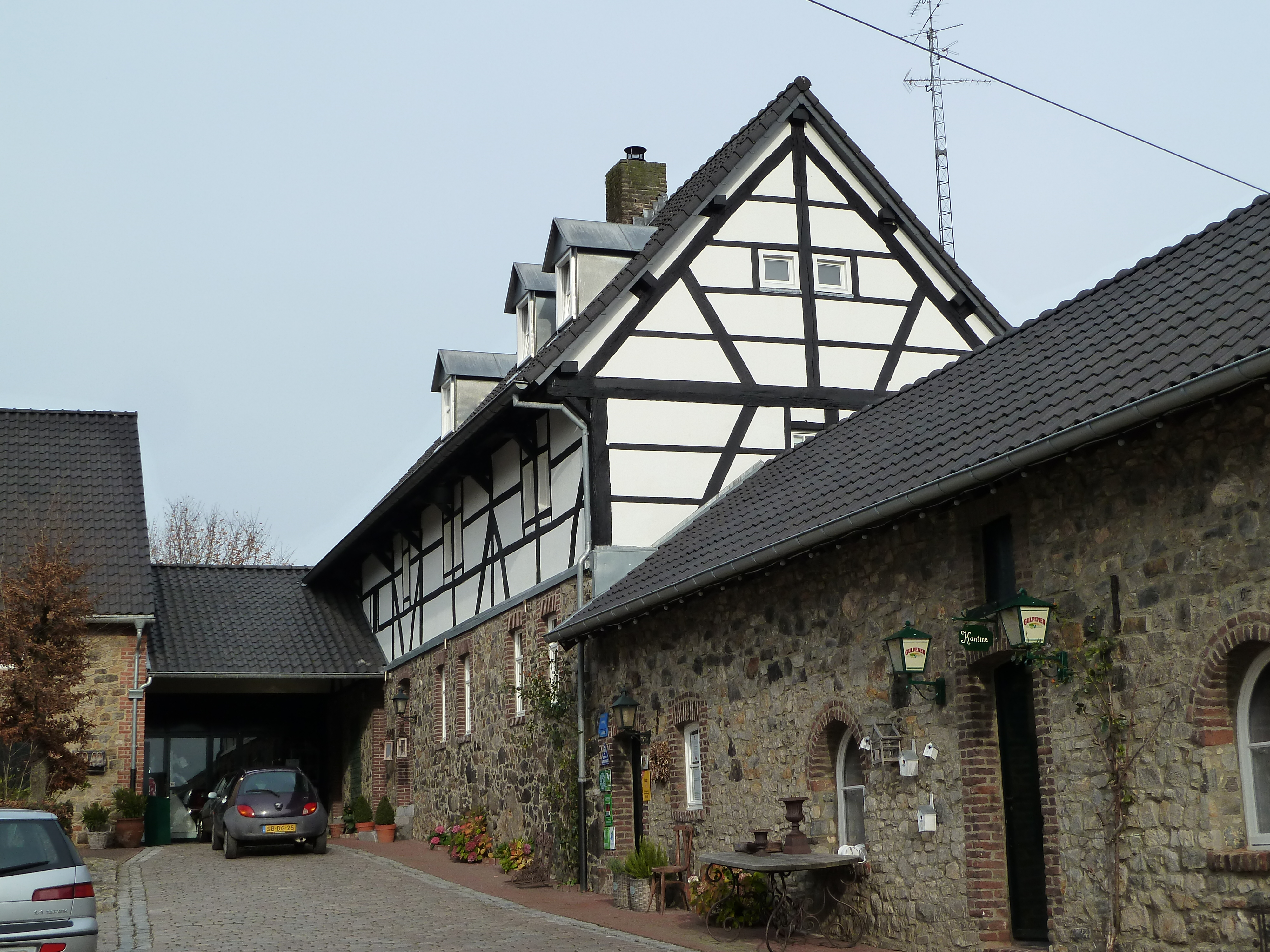
Cottessen 6

## Aanwijzing tot rijksbeschermd gezicht
De procedure voor aanwijzing werd gestart op 17 mei 1967. Het gebied werd op 1 mei 1969 definitief aangewezen. Het beschermd gezicht beslaat een oppervlakte van 189 hectare.
Panden die binnen een beschermd gezicht vallen krijgen niet automatisch de status van beschermd monument. Wel zal de gemeente het bestemmingsplan aanpassen om nieuwe ontwikkelingen in het gebied te reguleren. De gezichtsbescherming richt zich op de stedenbouwkundige en cultuurhistorische waardering van een gebied en wil het toekomstig functioneren daarvan veiligstellen.
Naast het rijksbeschermd gezicht Camerig-Cottessen, telt de gemeente Vaals nog vijf andere beschermde dorpsgezichten.